# Anisotacrus albinotatus
Anisotacrus albinotatus là một loài tò vò trong họ Ichneumonidae.